# Sibylle Brauner
Sibylle Brauner (* 16. März 1975 in Raubling) ist eine ehemalige deutsche Skirennläuferin. Sie war auf die Disziplinen Abfahrt und Super-G spezialisiert.

## Biografie
Brauners erster Erfolg auf internationaler Ebene war bei den Juniorenweltmeisterschaften 1994 der Gewinn der Bronzemedaille in der Kombination. Ihr Debüt im Weltcup hatte sie am 2. Februar 1994 bei der Abfahrt in der Sierra Nevada. Die ersten Weltcuppunkte gewann sie am 18. Dezember 1994 mit Platz 27 im Slalom von Sestriere. Zwar erzielte sie im Slalom zunächst die besseren Leistungen, doch spezialisierte sie sich auf die schnellen Disziplinen. Die erste Top-10-Platzierung gelang ihr am 2. Februar 1997 mit dem vierten Platz in der Kombination von Laax. Dies war gleichbedeutend mit ihrem besten Weltcupergebnis überhaupt.
Sowohl im Winter 1998/99 als auch im Winter 1999/2000 fuhr Brauner viermal unter die besten zehn. In der Folge verlor sie jedoch allmählich den Anschluss an die Weltspitze. Nach vier Weltmeisterschaftsteilnahmen und einer Olympiateilnahme erklärte sie im Oktober 2003 ihren Rücktritt, da sie im Sommer davor aufgrund einer Rückenverletzung kaum hatte trainieren können. Brauner ließ sich zur Physiotherapeutin ausbilden, seit 2009 ist sie unter anderem für den Deutschen Skiverband tätig und betreut die Damen-Nationalmannschaft.

## Erfolge

### Olympische Spiele
- Salt Lake City 2002: 26. Abfahrt

### Weltmeisterschaften
- Sierra Nevada 1996: 11. Kombination
- Sestriere 1997: 9. Kombination, 15. Slalom
- St. Anton 2001: 17. Super-G, 27. Abfahrt

### Weltcup
- 9 Platzierungen unter den besten zehn

### Juniorenweltmeisterschaften
- Monte Campione 1993: 14. Slalom, 23. Super-G
- Lake Placid 1994: 3. Kombination, 4. Super-G, 6. Slalom, 15. Riesenslalom

### Weitere Erfolge
- 2 Podestplätze im Europacup, davon 1 Sieg
- Deutsche Juniorenmeisterin im Slalom 1996
- 1 Sieg in FIS-Rennen